# Krušje
Krušje (cyr. Крушје) – wieś w Serbii, w okręgu niszawskim, w gminie Aleksinac. W 2011 roku liczyła 282 mieszkańców.